# Lonchodes myrina
Lonchodes myrina är en insektsart som beskrevs av John Obadiah Westwood 1859. Lonchodes myrina ingår i släktet Lonchodes och familjen Phasmatidae. Inga underarter finns listade i Catalogue of Life.